# SQL Ledger
SQL-Ledger 是一款ERP兼複式記帳會計系統。其會計數據存儲在 SQL 資料庫伺服器中，並可使用標準的網頁瀏覽器作為其用户界面。該系統使用 Perl 語言及一個資料庫接口模組進行處理，數據存儲方面則推薦使用 PostgreSQL 作為平台。其下載版本還包含了適用於 IBM DB2 資料庫伺服器以及 Oracle 的模式（schema）。

## 功能
SQL-Ledger 提供了中小型企业（SMB）会计软件的所有标准功能。特定的定制化功能可通过企业支持合同获得。
其用户界面不仅支持多语言，还能以客户所用的语言打印报表、发票等单据，即使用户不懂打印内容所用的语言也无妨。

## 支持的语言
| - 英语 (US,GB) - 阿拉伯语 (EG) - 印尼语 - 巴西葡萄牙语 - 保加利亚语 - 加泰罗尼亚语 - 捷克语 - 丹麦语 - 荷兰语 (NL,BE) - 爱沙尼亚语 | - 芬兰语 - 法语 (FR,QC) - 德语 (DE,CH) - 希腊语 - 匈牙利语 - 冰岛语 - 意大利语 - 日语 - 拉脱维亚语 - 立陶宛语 | - 挪威书面语 - 波兰语 - 葡萄牙语 - 俄语 - 简体中文 - 斯洛伐克语 - 西班牙语 (ES,EC,MX,PA,PY,SV,VE) - 瑞典语 - 繁体中文 - 土耳其语 - 乌克兰语 - 泰米尔语 - 乌尔都语 |

## 商业模式
DWS 通过销售手册和定制服务来获取收入。同时，DWS 免费提供当前及所有先前版本的源代码、安装说明、常见问题解答（FAQ）集合以及一个用户论坛。
该程序的 3.0 版本在 GNU GPL 2.0 许可下发布。
3.2.6 版本于 2017 年 12 月发布。

## 许可问题
在创始之初，SQL-Ledger 使用 GNU GPL 2.0 许可。2005年，Debian 法律团队因其 tarball 压缩包中《条款与条件》声明的措辞，对其究竟属于自由软件还是非自由软件提出了质疑。
2006年末，LedgerSMB 作为 SQL-Ledger 的一个安全分支被创建。2007年初，SQL-Ledger 2.8 在“SQL-Ledger 开源许可”下发布，该许可追溯性地撤销了其代码先前发布所使用的所有许可。 该版本还包含一个“反分支”（anti-forking）条款。
然而，在一个月内，SQL-Ledger 2.8.1 又在 GNU GPL 2.0 许可下重新发布。